# Boissy-l'Aillerie
Boissy-l'Aillerie è un comune francese di 1 798 abitanti situato nel dipartimento della Val-d'Oise nella regione dell'Île-de-France.

## Società

### Evoluzione demografica
Abitanti censiti